# Penama

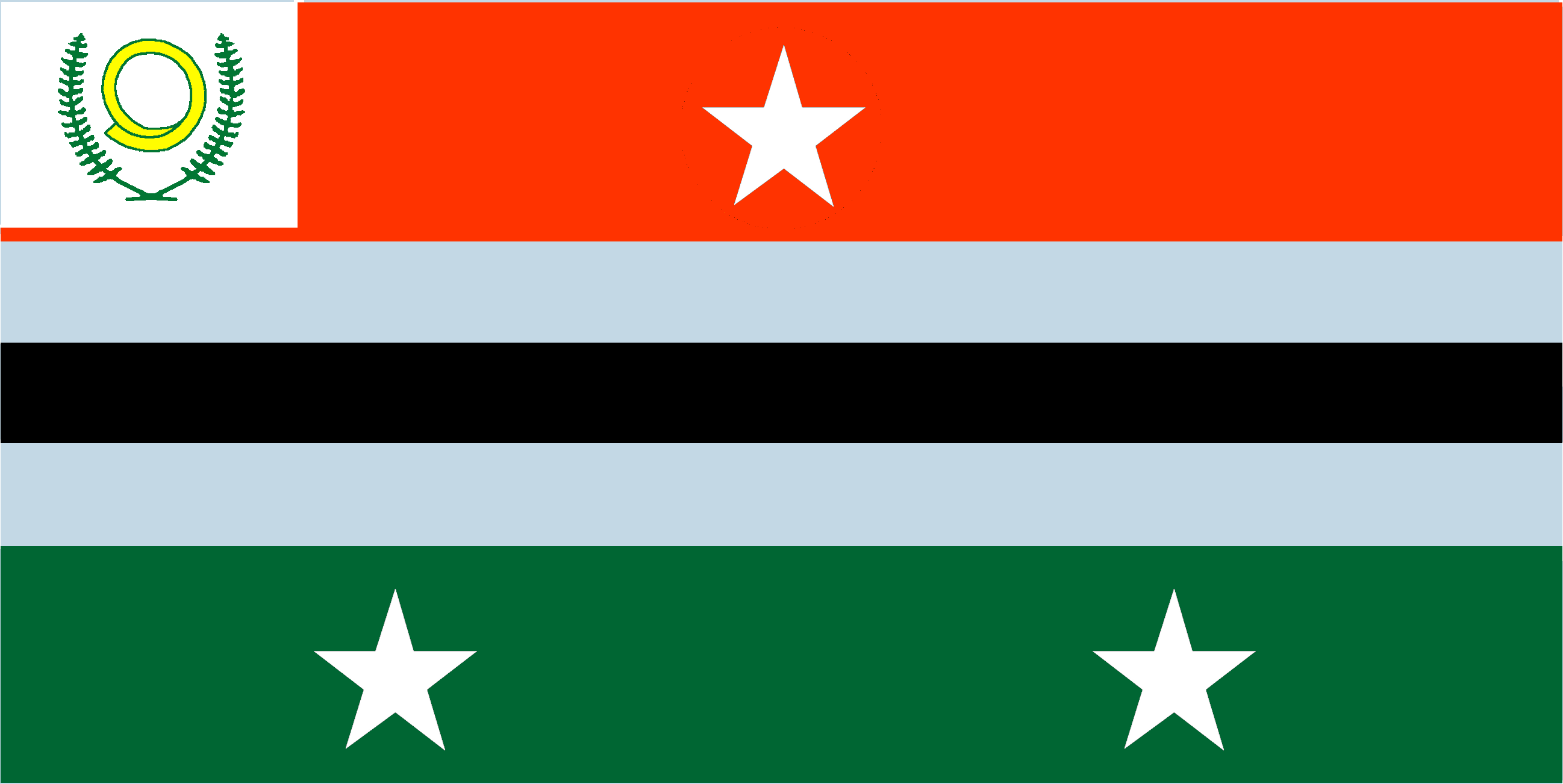
Bandeira

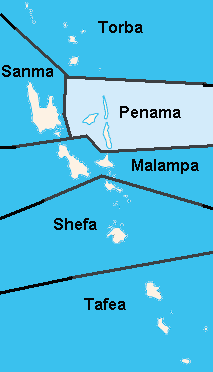
Penama

Penama é uma província de Vanuatu, inclui as ilhas de Ambae, Maewo, e Pentecostes. Sua capital é Saratamata.